# Ceri Morgan
Ceri Morgan (Treorchy, 22 december 1947 – Cardiff, 29 februari 2020) was een Welsh dartsspeler.
Morgan maakte zijn WK-debuut op het World Professional Darts Championship 1979. In de eerste ronde versloeg Morgan Barry Atkinson met 2-1. In de tweede ronde verliest hij van Tony Brown met 0-2. Op het World Professional Darts Championship 1980 mag Morgan door zijn achtste plaats op de ranglijst de eerste ronde overslaan. Morgan wint in de tweede ronde van Alan Grant met 2-0. In de kwartfinale verliest Morgan van Cliff Lazarenko met 1-3. Het volgende jaar op het World Professional Darts Championship 1981 wint Morgan in de eerste ronde van Doug McCarthy met 2-1. In de tweede ronde wint hij van Leighton Rees met 2-1. In de kwartfinale verliest hij van John Lowe met 3-4. Morgan plaatste zich voor het World Professional Darts Championship 1983. In de eerste ronde verloor hij van Luc Marreel met 0-2. Op het World Professional Darts Championship 1984 wint Morgan in de eerste ronde van Cliff Lazarenko met 2-1. In de tweede ronde wint Morgan van Kexi Heinaharjo met 4-1. In de kwartfinale verliest Morgan van John Lowe met 0-5. Op het World Professional Darts Championship 1985 verliest Morgan van Steve Brennan met 1-2. Op het World Professional Darts Championship 1986 wint Morgan van Dan Valletto met 3-0 in de eerste ronde. In de tweede ronde verliest Morgan van Dave Whitcombe met 2-3. Zijn laatste optreden op het WK was het World Professional Darts Championship 1987. Morgan verliest in de eerste ronde van Jocky Wilson met 0-3.
Morgan was runner-up op de WDF World Cup Singles in 1979. Morgan verloor van Nicky Virachkul met 3-4. In 1982 bereikte Morgan de halve finale van de Winmau World Masters.

## Resultaten op Wereldkampioenschappen

### BDO
- 1979: Laatste 16 (verloren van Tony Brown met 0-2)
- 1980: Kwartfinale (verloren van Cliff Lazarenko met 1-3)
- 1981: Kwartfinale (verloren van John Lowe met 3-4)
- 1983: Laatste 32 (verloren van Luc Marreel met 0-2)
- 1984: Kwartfinale (verloren van John Lowe met 0-5)
- 1985: Laatste 32 (verloren van Steve Brennan met 1-2)
- 1986: Laatste 16 (verloren van Dave Whitcombe met 2-3)
- 1987: Laatste 32 (verloren van Jocky Wilson met 0-3)

### WDF
- 1979: Runner-up (verloren van Nicky Virachkul met 3-4)
- 1981: Laatste 32 (verloren van Gordon Allpress met 3-4)
- 1983: Laatste 64 (verloren van Bob Sinnaeve met 3-4)